# Olschanka (Kaliningrad)
Olschanka (russisch Ольшанка, deutsch Obrotten) ist ein Ort in der Oblast Kaliningrad. Er gehört zur kommunalen Selbstverwaltungseinheit Stadtkreis Selenogradsk im Rajon Selenogradsk.

## Geographische Lage
Olschanka liegt 29 Kilometer nordwestlich der Oblasthauptstadt Kaliningrad (Königsberg) und etwa sechs Kilometer südöstlich von Swetlogorsk (Rauschen) an der ehemaligen Fernstraße A 192 (jetzt Kommunalstraße 27K-422 nördlich von Olschanka und Regionalstraße 27A-013 südwestlich von Olschanka) südwestlich des 86 Meter messenden Tupaja Gora (Kalthöfer Berg). Unmittelbar am Ort befindet sich eine Auffahrt zum Primorskoje Kolzo (Küstenautobahnring). Eine Bahnanbindung besteht nicht.

## Geschichte
Das bis 1946 Obrotten genannte frühere Gutsdorf wurde 1466 gegründet. Im Jahre 1874 wurde es in den neu errichteten Amtsbezirk Sankt Lorenz eingegliedert und gehörte zum Landkreis Fischhausen, von 1939 bis 1945 Landkreis Samland im Regierungsbezirk Königsberg der preußischen Provinz Ostpreußen. Obrotten zählte im Jahre 1910 115 Einwohner. Am 30. September 1928 schloss sich der Gutsbezirk Obrotten mit den Landgemeinden Tykrehnen (russisch: Sori, nicht mehr existent) und Sankt Lorenz (Salskoje) zur neuen Landgemeinde Sankt Lorenz zusammen.
Infolge des Zweiten Weltkriegs kam Obrotten innerhalb des nördlichen Ostpreußens zur Sowjetunion. Im Jahr 1950 erhielt der Ort den russischen Namen Olschanka und wurde gleichzeitig dem Dorfsowjet Romanowski selski Sowet im Rajon Primorsk zugeordnet. Von 2005 bis 2015 gehörte Obuchowo zur Landgemeinde Kowrowskoje selskoje posselenije und seither zum Stadtkreis Selenogradsk.

## Kirche
Mehrheitlich war die Bevölkerung Obrottens vor 1945 evangelischer Konfession und gehörte zum Kirchspiel der Pfarrkirche in Sankt Lorenz (heute russisch: Salskoje). Es lag im Kirchenkreis Fischhausen (Primorsk) in der Kirchenprovinz Ostpreußen der Kirche der Altpreußischen Union. Heute liegt Olschanka im Einzugsbereich der in den 1990er Jahren neu entstandenen evangelisch-lutherischen Gemeinde in Selenogradsk (Cranz), einer Filialgemeinde der Auferstehungskirche in Kaliningrad (Königsberg) in der Propstei Kaliningrad der Evangelisch-lutherischen Kirche Europäisches Russland.